# Cala des Rajols (Lloret de Mar)
La cala des Rajols, o cala Rajols, és una petita platja natural del municipi de Lloret de Mar (Selva), situada a la badia de Canyelles, a l'extrem esquerre de la platja de Canyelles. Encaixada entre roques i rodejada de pins, està orientada al sud-oest. Té una longitud de 24 m i una amplada de 8 m, formada per sorra i còdols.
Forma part del PEIN del massís de Cadiretes i, al mateix temps, de la Xarxa Natura 2000 amb la consideració d'espai no urbanitzable segons el Pla Director Urbanístic del Sistema Costaner de Catalunya. Tanmateix, la finca Juncadella, situada sobre la platja, hi va efectuar diverses accions il·legals, entre elles cobrir totalment la platja amb sorra artificial.